# Le Foudroyant (S610)
Pour les articles homonymes, voir Foudroyant.
Le Foudroyant (S610) est le troisième sous-marin nucléaire lanceur d'engins (SNLE) de classe Le Redoutable. Mis en chantier en 1969, il commence sa carrière en 1974 au sein de la Force océanique stratégique (FOST).

## Histoire
Équipé à l'origine de missiles M1/M2/M20, il subit une refonte de son système d'armes de dissuasion de 1990 à 1993, ce qui lui permet par la suite d'emporter des missiles M4.
Il est retiré du service actif et désarmé le 30 avril 1998.
À la suite du retrait de sa tranche nucléaire après son désarmement, il a attendu son démantèlement. Son démantèlement est programmé entre 2018 et 2027 à Cherbourg, par les sociétés DCNS, Veolia Propreté et NEOM filiale de Vinci, en compagnie de quatre autres sous-marins de la classe Le Redoutable. Sa déconstruction commence en septembre 2021 et s'achève fin 2022.

## Navigation
Le Foudroyant est équipé d'un Système Global de Navigation (SGN) spécifiquement créé par la SAGEM pour les sous-marins de type SNLE.